# Phloeocharis
Phloeocharis är ett släkte av skalbaggar som beskrevs av Mannerheim 1830. Phloeocharis ingår i familjen kortvingar.
Släktet innehåller bara arten Phloeocharis subtilissima.